# Platja del Saler
La platja del Saler és una platja pertanyent al terme municipal de València. Es troba, junt a la platja de la Devesa, a la Devesa del Saler que és el nom que rep la franja d'arena que separa l'Albufera de la mar Mediterrània. La platja, de quasi cinc quilòmetres de longitud, és d'arena fina i daurada. El seu major atractiu és el seu extraordinari entorn natural i el treball realitzat des de les autoritats municipals autonòmiques (amb les ajudes de la UE) per a la recuperació de l'ecosistema dunar, ja que està ubicada dins del Parc Natural de l'Albufera de València.
Queda limitada al nord per la platja de Pinedo i al sud per la de la Devesa del Saler.